# Симинтов, Заблон
Заблон Симинтов (род. 1959, Герат) — афганский торговец коврами и владелец ресторана, который являлся, по некоторым данным, последним оставшимся евреем в Афганистане. Работал сторожем в единственной синагоге Кабула.

## Жизнь в Афганистане
Как утверждал Симинтов, ему было нелегко практиковать свою религию в одиночестве. Он получил специальное разрешение от ближайшего раввина в Ташкенте на то, чтобы резать мясо в соответствии с кашрутом, хотя обычно этим занимаются специально обученные иудейские мясники. Жил он один в небольшом помещении рядом со старой синагогой на улице Цветов в Кабуле и получал пожертвования от иудеев за рубежом и от местных мусульман. Его жена и две дочери при этом проживали в Израиле.
Когда Симинтова спросили в интервью о том, хотел ли бы он эмигрировать в Израиль, он ответил: «Уезжать в Израиль? Что мне там делать? Зачем мне покидать мою страну?» Однако в другом видеоинтервью, для канала «Аль-Джазира» 17 сентября 2007 года, Симинтов сказал, что он хотел бы переехать туда, чтобы воссоединиться со своими дочерьми.
По словам Симинтова, он получал специальные посылки с кошерной едой к Песаху от других афганских евреев, которые живут в Нью-Йорке. По собственным утверждениям, его иногда посещали на праздники иностранные иудеи. «Я не хочу, чтобы моё еврейское наследие было стёрто. Мой отец был раввином, мой дед был раввином. Мы были большой, набожной семьёй…», — говорил Симинтов. Свою ермолку он носил наедине и неохотно пускал посетителей в синагогу, которую называл своим домом.
Местные жители, которые жили вместе с ним на одной улице, называли его «Заблон-Еврей». Они говорили, что не знают Заблона близко, но всегда здороваются с ним, когда тот проходит мимо. В ноябре 2013 года Симинтов объявил, что собирается закрыть свой ресторан в марте 2014 года из-за упадка в бизнесе, связанного с выводом контингента НАТО, что вызвало снижение числа посетителей кафе, ресторанов и постояльцев отелей.
7 сентября 2021 года покинул Афганистан. После этого жил в Турции и в ноябре 2024 года репатриировался в Израиль.

## Конфликт между двумя афганскими евреями
Симинтов жил вместе со вторым оставшимся евреем в Афганистане, Исааком Леви, который умер 26 января 2005 года в возрасте 69 лет. История взаимоотношений Симинтова и Леви послужила основой для британской пьесы. Между ними началась вражда, в которую оказался вовлечён Талибан, поскольку оба мужчины обвиняли друг друга перед лицом властей в самых различных преступлениях, от владения борделем до хищения иудейских реликвий.